# Mediation (Schweizer Geschichte)

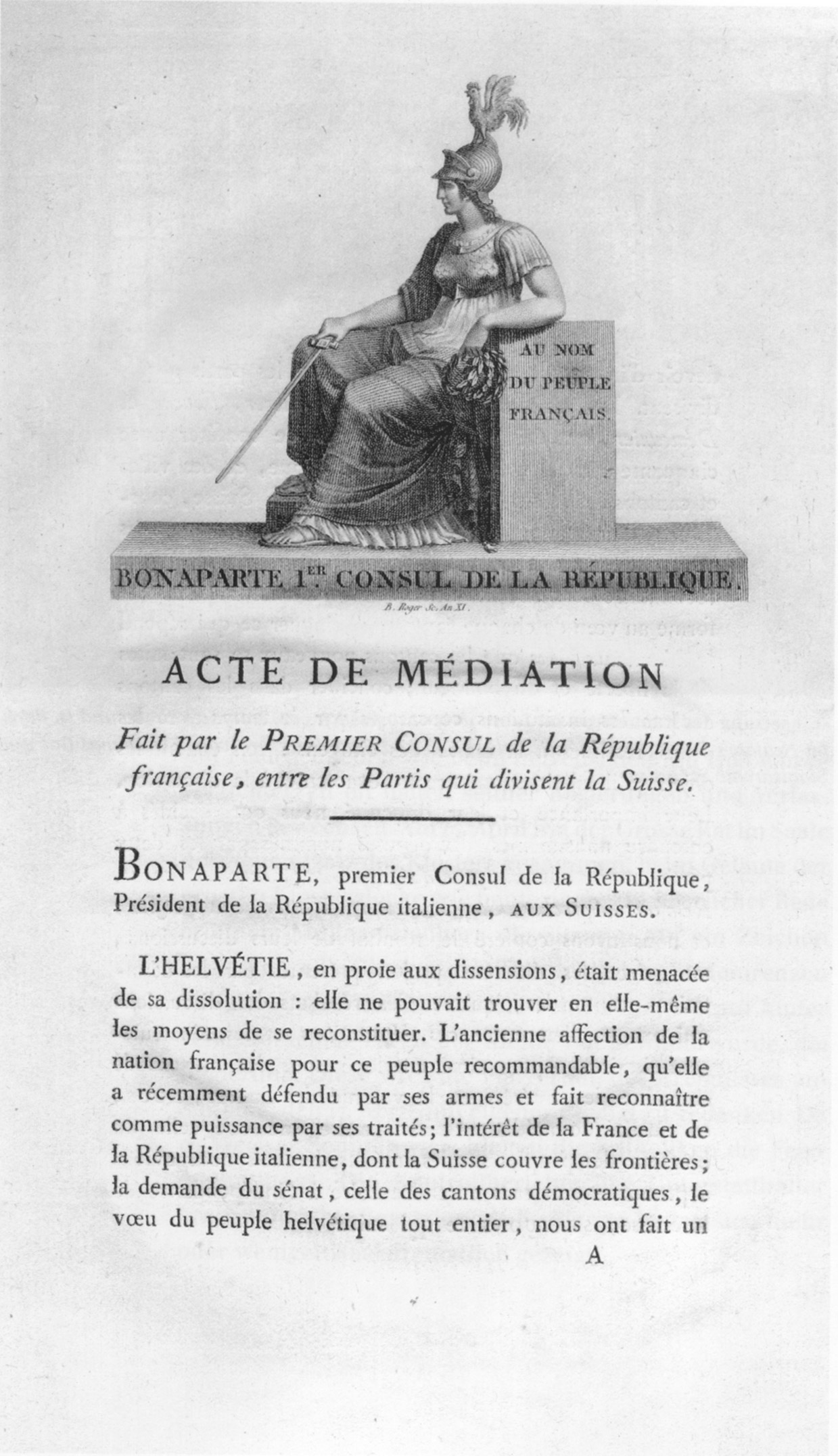
Titelblatt der Mediationsakte 1803

Als Mediation oder Mediationszeit wird der Abschnitt in der Geschichte der Schweiz zwischen 1803 und 1813 bezeichnet, in der die Schweiz faktisch ein französischer Vasallenstaat war. Der Begriff leitet sich vom französischen médiation ‹Vermittlung› ab, da die Umgestaltung der zentralistischen Helvetischen Republik in die föderalistische Schweizerische Eidgenossenschaft durch die Vermittlung Napoleon Bonapartes zustande kam. Als Mediationsakte (französisch Acte de médiation) wird das Dokument bezeichnet, das die verfassungsrechtliche Grundlage der Schweizerischen Eidgenossenschaft und ihrer Kantone zwischen 1803 und 1813 bildete.

## Geschichte

### Übergang von der Helvetischen Republik zur Schweizerischen Eidgenossenschaft 1802/1803

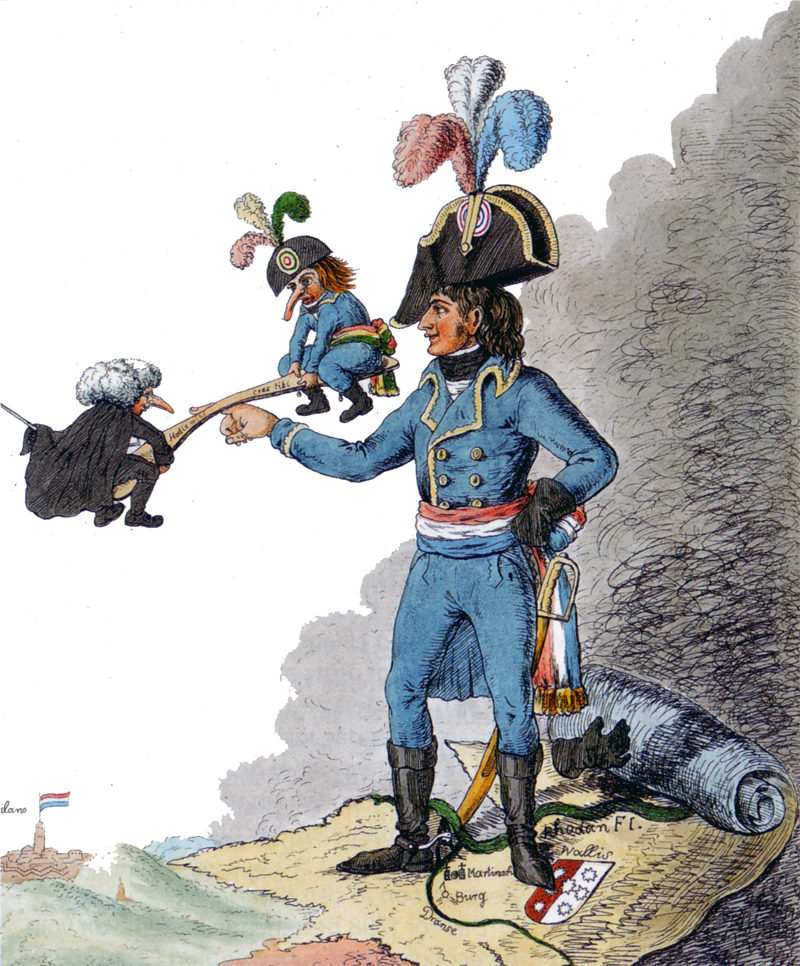
«Die Politische Schaukel». Zeitgenössische Karikatur auf die Mediation: Während der Erste Konsul Napoleon Bonaparte als Mediator die aristokratisch-föderalen und die revolutionär-unitarischen Hanswurste auf der «politischen Schaukel» beschäftigt, reisst er sich das strategisch wichtige Wallis unter den Nagel.

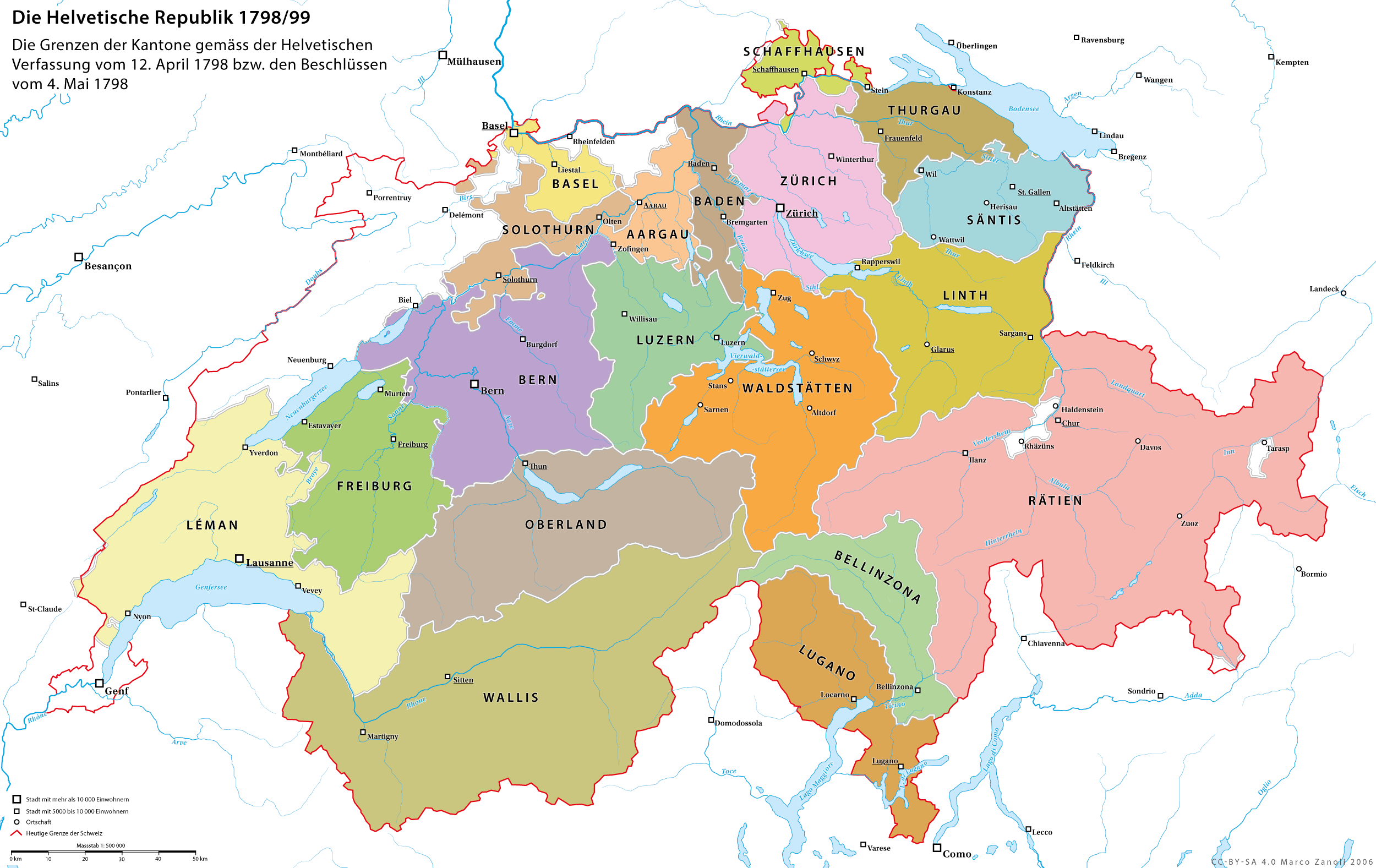
Karte Helvetische Republik 1799 nach dem Anschluss Graubündens als 19. Kanton

Im Juli/August 1802 zog Napoleon Bonaparte, Erster Konsul der Französischen Republik, die letzten französischen Truppen aus der Helvetischen Republik ab, die seit 1798 dort stationiert gewesen waren. Damit schwächte er die Position der Unitarier, der Verfechter des Einheitsstaates, in der instabilen Helvetischen Republik entscheidend. In den vier Jahren ihres Bestehens hatte die Republik vier Staatsstreiche erlebt, den letzten im April 1802. Während die Unitarier den 1798 nach französischem Vorbild errichteten zentralistischen Einheitsstaat erhalten wollten, strebten die Föderalisten einen Umbau der Republik zu einem Staatenbund an, der möglichst einer Restauration der Alten Eidgenossenschaft entsprechen sollte.
Napoleon versuchte bereits 1801 die Situation dadurch zu klären, dass er den streitenden Parteien in ultimativer Form einen eigenen Verfassungsentwurf, die «Verfassung von Malmaison», übergab. Sie sah als Kompromiss zwischen Zentralismus und Föderalismus die Errichtung eines Bundesstaates vor. Zum Missfallen Napoleons ergab sich aus seinem Entwurf aber keine Beruhigung der Lage in der Schweiz, da die Föderalisten und Unitarier fast ein ganzes Jahr um eine Abänderung der Verfassung von Malmaison stritten. Nach dem vierten Staatsstreich vom 17. April 1802 wurde eine in unitarischem Sinn abgeänderte Version des napoleonischen Entwurfs ausgearbeitet und durch eine Volksabstimmung in Kraft gesetzt. Da Napoleon mit der Situation in der Helvetischen Republik nicht zufrieden war, zog er im Sommer 1802 die französischen Truppen ab, was zuvor verschiedentlich von helvetischen Vertretern gefordert worden war. Damit schien er vordergründig der Republik einen Dienst zu erweisen, hoffte aber wahrscheinlich auf einen baldigen föderalistischen Umsturz in seinem Sinn.
Tatsächlich erhoben sich im Spätsommer die Föderalisten in der Innerschweiz, Graubünden, Glarus und Appenzell. Der als «Stecklikrieg» bekannte Aufstand erfasste bald auch die Städte Zürich und Bern. Die helvetische Regierung musste nach Lausanne fliehen, während die Föderalisten in Schwyz die eidgenössische Tagsatzung wieder ins Leben riefen. Die Hilferufe der helvetischen Regierung erhörte Napoleon erst am 30. September 1802, als der Sieg der Föderalisten praktisch feststand. In der sog. «Proklamation von St-Cloud», die von General Jean Rapp überbracht wurde, kündigte er seine Vermittlung an. An den Grenzen der Helvetischen Republik liess er gleichzeitig französische Truppen mobilisieren, um seinen Forderungen Nachdruck zu verleihen. Auf seinen Befehl sollten alle beteiligten Parteien sofort die Waffen niederlegen, die Helvetische Verfassung wieder eingeführt werden und Abgeordnete aus allen Kantonen und Parteien in Paris zu Verhandlungen zusammenkommen. Der passive Widerstand der Tagsatzung in Schwyz wurde schliesslich durch eine erneute Besetzung der Schweiz durch französische Truppen gebrochen.
Am 10. Dezember 1802 wurde in Paris die Versammlung der Schweizer Abgeordneten, die sog. «Helvetische Consulta», eröffnet. 45 unitarischen Abgeordneten standen 18 Föderalisten gegenüber. Der helvetische Senat hatte Karl von Müller-Friedberg, Auguste Pidou und Vinzenz Rüttimann entsandt. Sonst war alles vertreten, was in der Helvetischen Republik Rang und Namen hatte. Den Deputierten liess Napoleon in der Eröffnungsrede die Leitlinien seiner «Médiation» vorlesen: Eine föderative Verfassung sollte eingeführt werden, die Rechtsgleichheit aber bestehen bleiben. Dies war eine klare Absage an die aristokratischen Restaurationsversuche. Das Weiterbestehen der Helvetischen Republik stand also schon zu Beginn der Versammlung gar nicht mehr zur Debatte, die Deputierten hatten nicht zu verhandeln, sondern Napoleons Beschlüsse nur entgegenzunehmen. Die Detailverhandlungen und Erarbeitung der Verfassungen der Kantone und der Bundesverfassung für den neuen Staat dauerten trotzdem bis Ende Januar 1803. Auf der Seite Frankreichs waren die Kommissare François Barthélemy, Jean-Nicolas Desmeunier, Joseph Fouché und Pierre-Louis Roederer massgeblich am Zustandekommen der Mediationsakte beteiligt.
Am 19. Februar 1803 übergab Napoleon die sog. «Vermittlungsakte» (frz. Acte de médiation), die alle Kantonsverfassungen und die Bundesverfassung enthielt, an den von ihm selbst zum Landammann der Schweiz ernannten Föderalisten Louis d’Affry. Die letzte Amtshandlung der alten Behörden der Helvetischen Republik war die Zustimmung des Senates zur Mediationsakte am 5. März 1803. Am 10. März trat der neue Landammann d’Affry sein Amt an, womit die Helvetische Republik offiziell zu existieren aufhörte. Auf eine Volksabstimmung zur Einführung der neuen Ordnung wurde verzichtet.

### Schweiz während der Mediationszeit 1803–1813

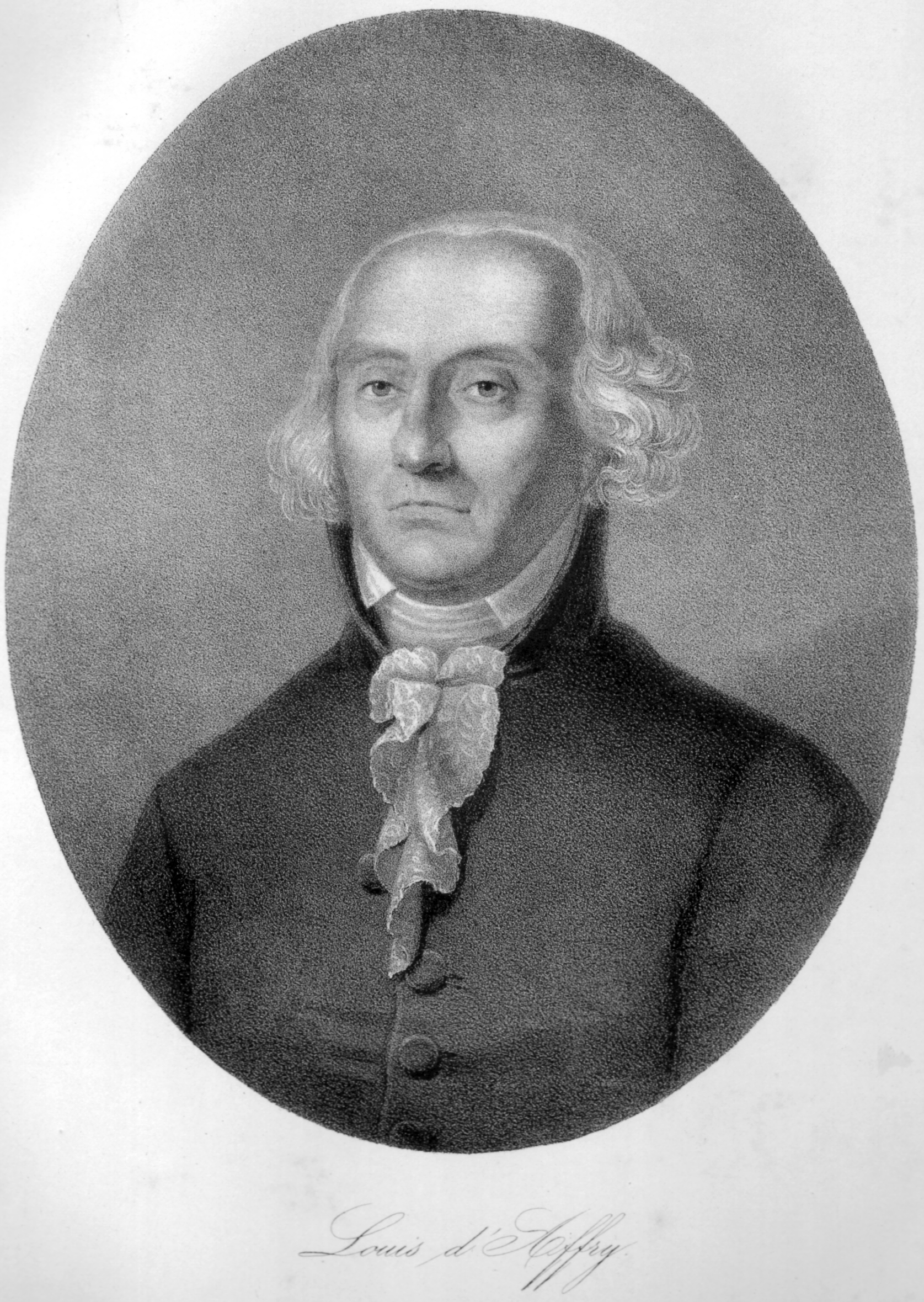
Porträt von Louis d’Affry, Schultheiss von Freiburg und erster Landammann der Schweiz 1803

Die Anbindung der Schweiz als Quasi-Protektorat an Frankreich wurde am 27. September 1803 durch den Abschluss einer Militärkapitulation und einer Defensivallianz zwischen beiden Staaten bekräftigt. Damit war die von vielen zeitgenössischen Schweizer Politikern angestrebte Neutralität in weite Ferne gerückt. Die Schweiz war nun klar Teil der französischen Allianz in Europa.
Die neue Ordnung bedeutete vor allem für die Landschaften der Stadtkantone einen Rückschritt gegenüber der Helvetik. Die Stadtbürger hatten nun wieder ein stärkeres politisches Gewicht. Da gleichzeitig durch das Zensuswahlrecht die Begüterten bevorzugt wurden, hatten die vermögenden Stadtbürger fast eine Restauration der alten aristokratischen Ordnung erreicht. Im März/April 1804 kam es deshalb im Kanton Zürich zu einem Aufstand der Gemeinden am Zürichsee, dem Bockenkrieg. Hauptgrund waren als ungerecht empfundene Zehnt- und Grundzinsloskaufgesetze. Der Aufstand wurde mit Hilfe der Tagsatzung niedergeschlagen, die Führer hingerichtet. Die exemplarisch strenge Bestrafung der Aufständischen verhinderte weitere Revolten.
Zwischen 1804 und 1813 erlebte die Schweiz eine Zeit des äusseren und inneren Friedens. Im Gegensatz zur turbulenten Zeit zwischen 1798 und 1803 wurde die Mediationszeit deshalb als positiv empfunden. Die Wirtschaft und der Zustand des Landes erfuhren eine Erholung. Innenpolitisch wurde vor allem in den Alten Orten eine weitgehende Restauration durchgeführt. Die aristokratische Schicht kehrte auf ihre Landsitze und Ämter zurück und übernahm weitgehend wieder die politische Macht, ergänzt nur durch die neue Elite der ländlichen Aristokratie und der helvetischen Notabeln. Die Güter der Klöster wurden wieder zurückerstattet, aufgehobene Klöster wiederhergestellt. Eine Ausnahme bildete die Fürstabtei St. Gallen, da eine Wiederherstellung der Abtei die Substanz des neu gegründeten Kantons St. Gallen gefährdet hätte. Obwohl Rechtsgleichheit, Niederlassungs-, Handels- und Gewerbefreiheit theoretisch gewährleistet blieben, wurden sie doch in der Praxis durch verschiedene Massnahmen der Kantone wieder eingeschränkt.

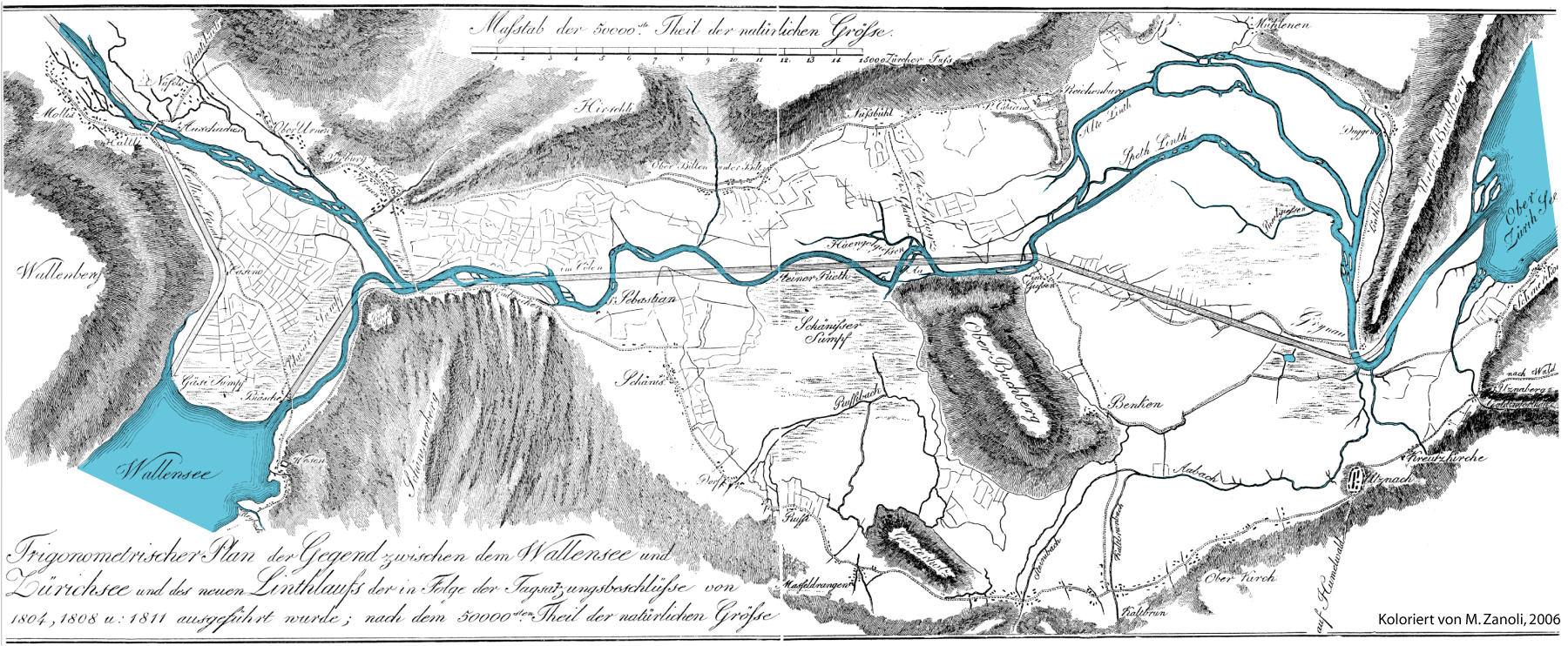
Die Linthkorrektion war das erste gemeineidgenössische Grossprojekt der Schweiz. Stich mit der unregulierten und der regulierten Linth von 1811

Auf vielen Gebieten wurden aber auch die Reformen der Helvetik weitergeführt. Das Schulwesen wurde in allen Kantonen stark ausgebaut. Die Schweizer Pädagogik erhielt Weltruf durch die Persönlichkeiten von Johann Heinrich Pestalozzi, Philipp Emanuel von Fellenberg, Johann Jacob Wehrli und Jean Baptiste Girard. Der Bergsturz von Goldau im Jahr 1806 weckte die gemeineidgenössische Solidarität. Im Jahr darauf wurde die Linthkorrektion als gemeinnütziges eidgenössisches Werk begonnen, um die Linthebene von Malaria und Überschwemmungen zu befreien.
1806 gelangte das Fürstentum Neuenburg von Preussen an Napoleon. Eine Integration in die Schweiz scheiterte, da dieser seinen Generalstabschef Marschall Louis-Alexandre Berthier zum Fürsten von Neuenburg erhob. Im Juli 1806 musste die Tagsatzung unter französischem Druck die Einfuhr aller britischen Manufakturwaren verbieten und sich damit der Kontinentalsperre anschliessen.

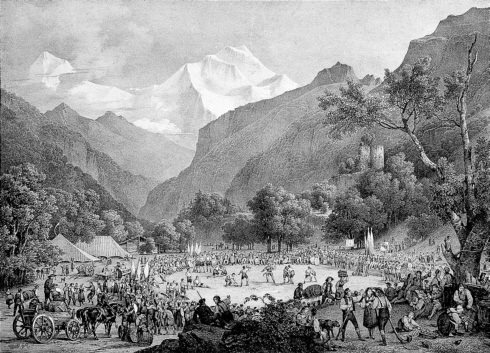
Das erste Unspunnenfest, 1805

Politisch erfuhr die Beziehung zwischen der Schweiz und Frankreich schwere Belastungen durch die Annexion des Wallis und die militärische Besetzung des Tessins durch Frankreich 1810. Weiter stand die Schweiz ständig unter Druck, Soldaten für den Dienst in Frankreich auszuheben. Schweizer Söldner (→ Reisläufer) kämpften während der Revolutionskriege und der Napoleonischen Kriege in den Streitkräften aller beteiligten Staaten. Offizielle Schweizer Truppen durften seit der Militärkapitulation vom März 1812 nur noch in französischen Diensten kämpfen. 12'000 Söldner sollten stets für den Dienst in Frankreich zur Verfügung gestellt werden. Die schwierige Werbung der Truppen blieb der Schweiz überlassen. Besonders hohe Verluste erlitten die Schweizer Truppen in französischen Diensten im Spanischen Unabhängigkeitskrieg und auf dem Russlandfeldzug. In der kollektiven Schweizer Erinnerung blieb besonders die Schlacht an der Beresina, in der sich das Schweizer Kontingent besonders auszeichnete, haften. Im Beresinalied wird die Aufopferung der Schweizer in fremden Diensten besungen. Vom Schweizer Kontingent der Grossen Armee von ca. 9000 Mann kehrten nur ca. 700 zurück.
Während der Mediation bildete sich zumindest in der geistigen Elite ein schweizerisches Nationalbewusstsein aus. Die alte aristokratisch-patrizische Elite der Kantone verschmolz mit der neuen sozialen Elite aus Politik und Wirtschaft. Als Integrationskraft diente das Nationalgefühl. Höhepunkte des nationalen Lebens bildeten die Unspunnenfeste 1805 und 1808, wo das schweizerische Selbstbild eines Volkes von Hirten, des einfachen Berglebens und der Freiheit präsentiert wurde.

### Ende der Mediation 1813

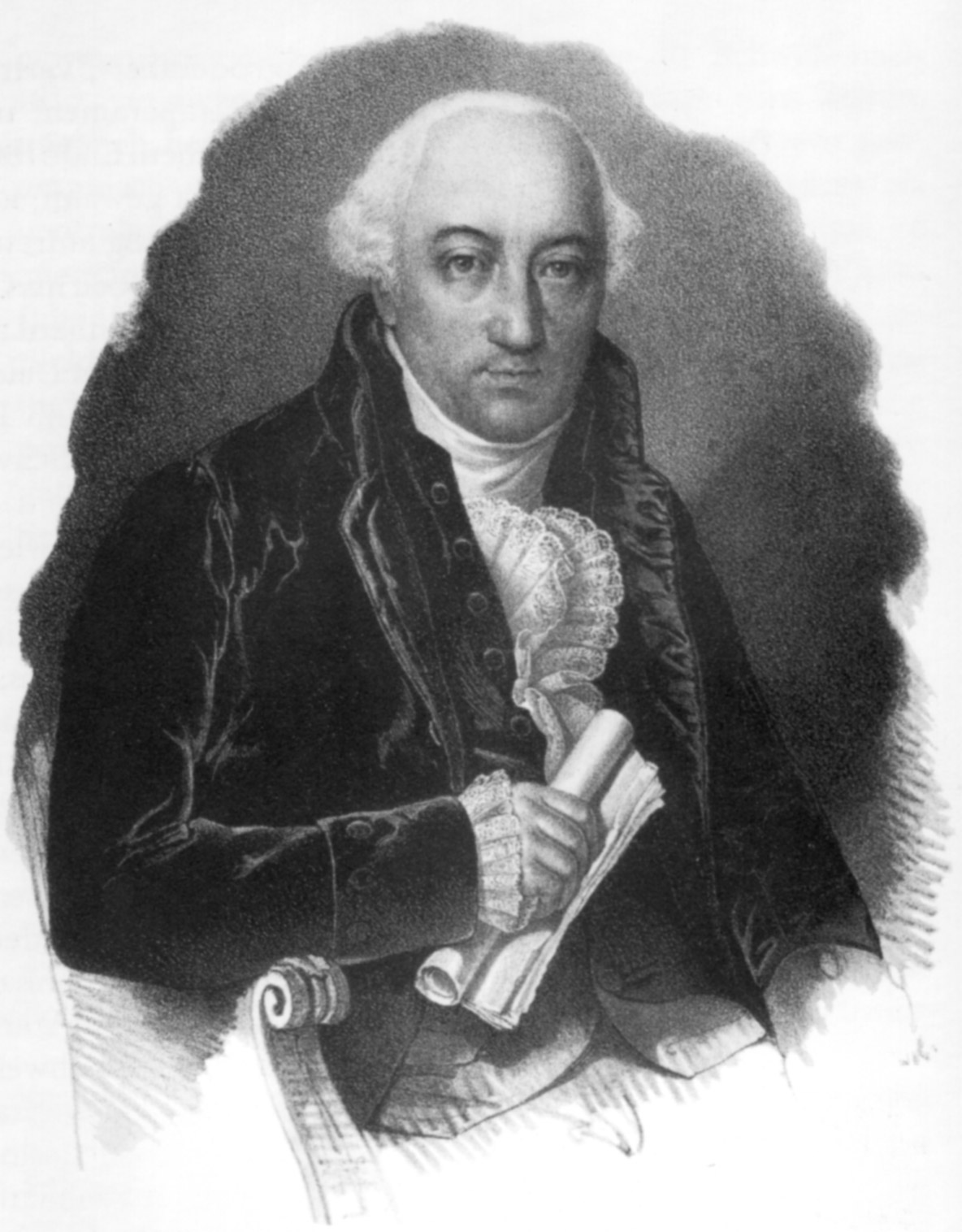
Hans von Reinhard, Bürgermeister von Zürich und Landammann der Schweiz, während der Auflösung der Mediationsordnung

Nach der Niederlage Napoleons in den Befreiungskriegen 1812/1813 und dem Rückzug der französischen Truppen über den Rhein proklamierte die Tagsatzung einseitig die bewaffnete Neutralität der Schweiz. Der Landammann Hans von Reinhard verfolgte eine sehr zögerliche Politik und lavierte zwischen Napoleon und der sechsten Koalition. Das eidgenössische Aufgebot zur Grenzbesetzung von 12'500 Mann wurde als sehr dürftig empfunden, eine klare Loslösung von Frankreich unterblieb, die Schweizerregimenter blieben im französischen Heer.
Der österreichische Aussenminister Klemens Wenzel Lothar von Metternich versuchte vergeblich, durch Agenten und Bestechungszahlungen die Schweiz für die Koalition zu gewinnen. Als eher hinderlich erwies sich diesbezüglich die Agitation konservativer Schweizer Aristokraten im Exil, die im sogenannten Waldshuter Komitee für eine Besetzung der Schweiz durch die Alliierten sowie eine vollständige Wiederherstellung der vorrevolutionären Zustände lobbyierten. Dies erregte besonders den Widerstand in den neuen Kantonen, die die Hauptopfer einer solchen Restauration gewesen wären.
Am 21. Dezember 1813 überschritten zwischen Basel und Schaffhausen alliierte Truppen die Schweizer Grenze auf dem Durchmarsch nach Frankreich, nachdem Basel vor dem österreichischen General Karl Philipp zu Schwarzenberg kampflos kapituliert hatte. Die schweizerischen Grenztruppen zogen sich kampflos zurück. Wie zuvor die französischen Truppen hielten sich auch die Alliierten durch Requisitionen und Einquartierungen auf schweizerischem Gebiet schadlos. Die Präsenz der alliierten Truppen und die Agitation des österreichischen Agenten führten in Bern am 23./24. Dezember zur Abdankung der Mediationsregierung und zur Wiedereinsetzung der vorrevolutionären Regierung. Bern rief darauf Waadt und Aargau zur sofortigen Unterwerfung auf und drohte mit der Anwendung von Waffengewalt. Die Gegenrevolution drohte damit in einen Bürgerkrieg auszuufern.

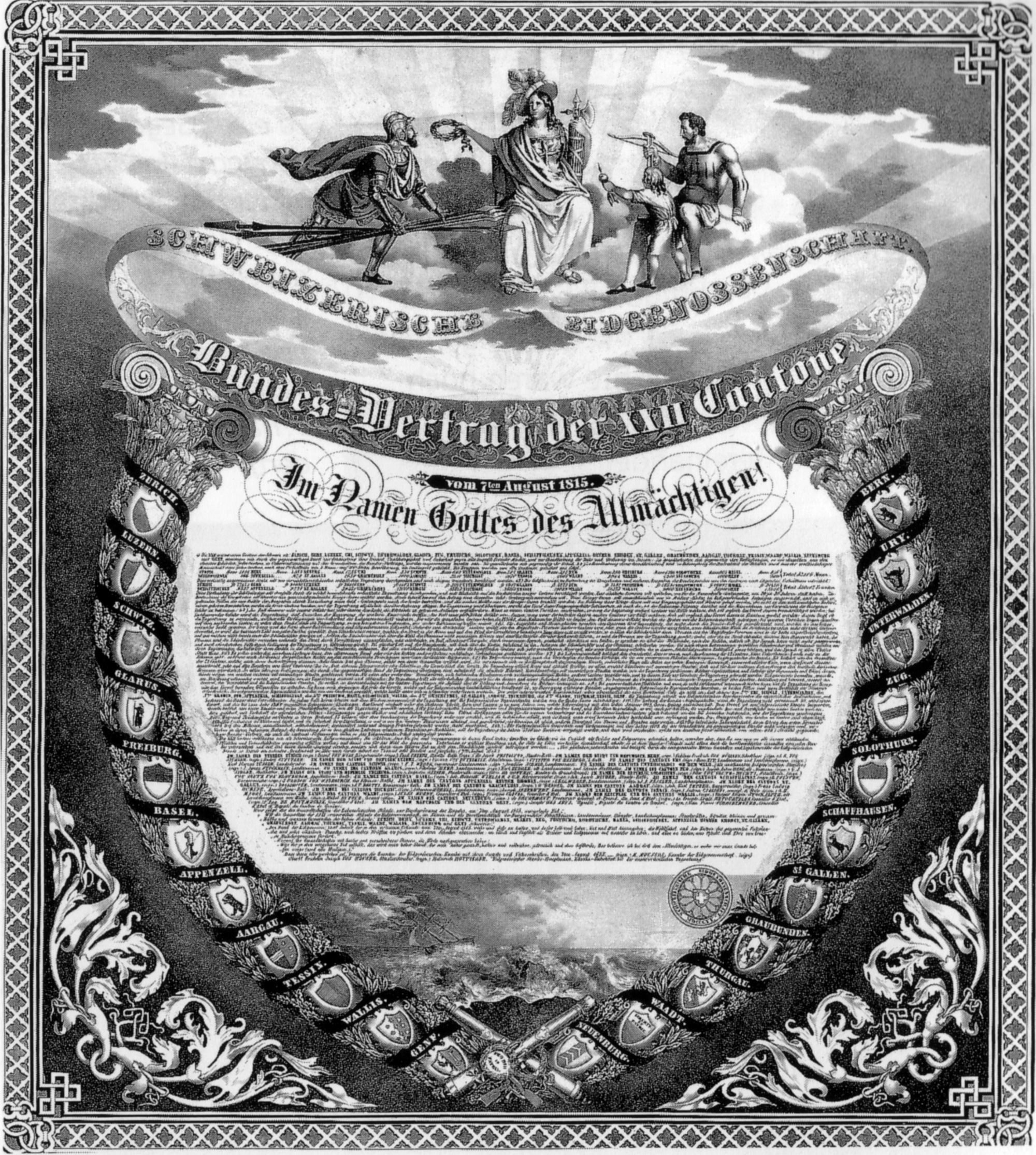
Der Bundesvertrag von 1815, die verfassungsrechtliche Grundlage der Schweizerischen Eidgenossenschaft während der Restaurationszeit

Am 29. Dezember beschlossen zehn alte Kantone in Zürich in einer Versammlung die Aufhebung der Mediationsverfassung. Sie erneuerten das alte Bundesverhältnis und bildeten den sogenannten Bundesverein. Da sie die Abschaffung der Untertanenverhältnisse bekräftigten, schlossen sich die neuen Kantone mit der Ausnahme von Graubünden dem Bundesverein an. In der Folge kam es im Januar zu patrizisch-aristokratischen Gegenrevolutionen in Freiburg, Solothurn und Luzern. Die Schweiz zerfiel in zwei Lager: Freiburg, Solothurn, Luzern, Zug, die drei Waldstätte und Bern betrieben die völlige Wiederherstellung der Alten Eidgenossenschaft und versammelten sich zur Gegentagsatzung in Luzern. Graubünden versuchte sich als unabhängiger Freistaat zu etablieren und die Untertanengebiete im Veltlin zurückzuerhalten. In Zürich versuchte der Bundesverein unter der Führung von Hans von Reinhard, die Grenzen und Verhältnisse der Mediationszeit in die neue Zeit zu retten.
Im März drohte der Konflikt in einen Bürgerkrieg auszuarten; Bern, Waadt und Aargau mobilisierten Truppen. Die ausländischen Mächte nahmen indirekt auf der Seite der einen oder anderen Partei an den Konflikten Anteil. Entscheidend war der Einfluss des waadtländischen Patrioten Frédéric-César de la Harpe auf den russischen Zaren Alexander zugunsten der neuen Kantone. Erst auf die Drohung einer militärischen Intervention durch die Alliierten schloss sich die Gegentagsatzung am 6. April 1814 dem Bundesverein an und bildete die sog. «Lange Tagsatzung». Durch die Annahme eines neuen Bundesvertrages am 9. September 1814 bzw. dessen Beschwörung am 7. August 1815 endete die Mediationszeit definitiv, und die Schweiz trat in die Epoche der Restauration ein.

## Struktur der Schweizerischen Eidgenossenschaft in der Mediationszeit

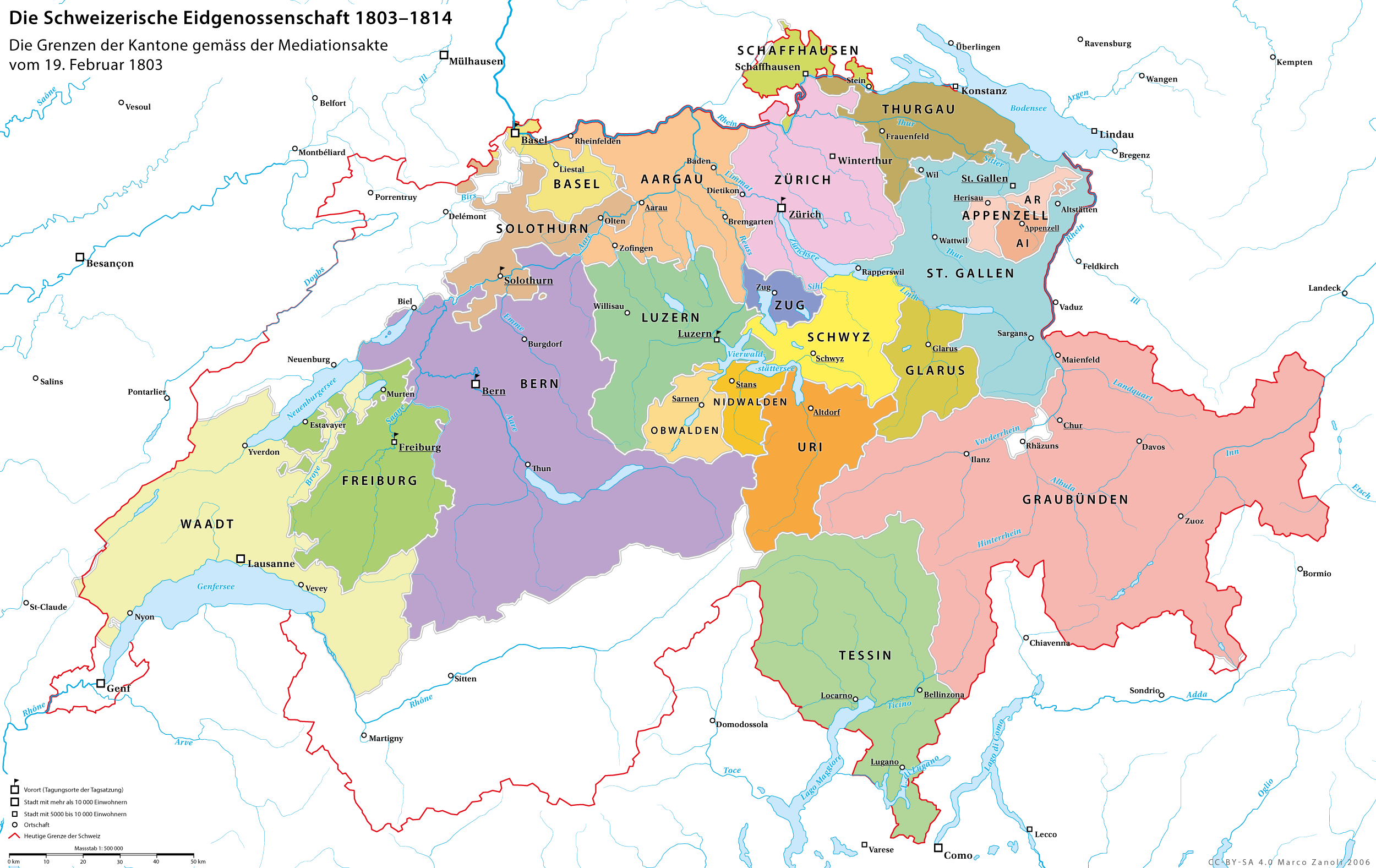
Die Schweizerische Eidgenossenschaft während der Mediationszeit 1803–1814

Durch die Mediationsakte wurden die 13 alten Kantone wiederhergestellt, wenn auch nicht alle in ihren alten Grenzen, sowie sechs neue Kantone gebildet. Alle 19 Kantone bekamen individuelle Verfassungen, die wie die Bundesverfassung Teil der Mediationsakte waren. Das Wallis wurde zum französischen Protektorat und von der Schweiz abgetrennt. Vom Zentralstaat der Helvetischen Republik blieben kaum Spuren; die Schweiz wurde ein Staatenbund.
Die Kantone können gemäss ihren Verfassungen in drei Gruppen eingeteilt werden:
- Landsgemeindekantone: In den Kantonen Uri, Schwyz, Unterwalden, Zug, Glarus und Appenzell wurden die alten (halb-)demokratischen Verfassungen wiederhergestellt. Das Initiativrecht und die Gerichtsbarkeit der Landsgemeinden blieben aber aufgehoben.
- Städtekantone: Die alten Städteorte Zürich, Bern, Luzern, Solothurn, Freiburg, Basel und Schaffhausen erhielten repräsentative Verfassungen, in denen die Exekutive (Kleiner Rat) gegenüber der Legislative (Grosser Rat) ein Übergewicht hatte. Durch einen hohen Zensus, d. h. Verknüpfung des aktiven und passiven Wahlrechts mit einem bestimmten Vermögen, indirekte Wahlen sowie die Lebenslänglichkeit der Ratsstellen erhielten die Städte ein gemässigtes ständisch-aristokratisches System. Die Bürger der Landschaften verloren gegenüber dem System der Helvetik wieder an politischem Einfluss. Damit konnte die aufgeklärte städtische Aristokratie, die Republikaner, für die neue Staatsordnung gewonnen werden.
- Neue Kantone: Die aus den ehemaligen Untertanengebieten der 13 Alten Orte gebildeten Kantone St. Gallen, Aargau, Thurgau, Tessin und Waadt erhielten ebenfalls repräsentative Verfassungen, allerdings mit deutlicherer Gewaltentrennung und geringerem Zensus. Eine Sonderstellung hatte der ehemalige zugewandte Ort Graubünden, da hier die Drei Bünde mit ihren Hochgerichten wiederhergestellt wurden. Die ausgedehnte Gemeindeautonomie, verbunden mit direktdemokratischen Elementen der Hochgerichtslandsgemeinden, begünstigten wie vor 1798 aristokratische Tendenzen.

Auf Bundesebene wurden drei Behörden eingerichtet: die Tagsatzung, der Landammann der Schweiz bzw. der Vorort sowie ein Kanzler und ein Staatsschreiber als Bundeskanzlei.
An der Tagsatzung stimmten wie vor 1798 die Abgeordneten der Kantone nach Instruktionen ihrer Regierungen. Das Stimmrecht der sechs grössten Kantone, der sog. Vororte oder Direktorialkantone, wurde jedoch verdoppelt. Die Tagsatzung hatte nur eingeschränkte Befugnisse. Sie entschied über Krieg und Frieden, Verträge mit dem Ausland, wachte über die innere und äussere Sicherheit, verfügte über ein 15'000 Mann starkes Bundesheer aus kantonalen Kontingenten, wählte im Kriegsfall einen General und vermittelte in Streitfällen zwischen den Kantonen.
Die sechs Vororte Freiburg, Bern, Solothurn, Basel, Zürich und Luzern stellten jährlich in dieser Reihenfolge abwechselnd den Landammann der Schweiz. Der Schultheiss oder Bürgermeister des jeweiligen Kantons übernahm mit diesem Amt den Vorsitz über die Tagsatzung, leitete den diplomatischen Verkehr mit dem Ausland und beaufsichtigte die Kantone. Die Bundeskanzlei als einzige ständige Organisation zog jedes Jahr in den neuen Vorort um.
Alle Kompetenzen, die nicht ausdrücklich dem Bund übertragen worden waren, blieben den Kantonen vorbehalten. Deren Souveränität wurde fast in allen Bereichen wiederhergestellt. Die Zoll- (Aussenzölle, Brücken- und Wegzölle), Münz-, Post- und die Steuerhoheit sowie die Rechtsprechung, das Schulwesen und die religiösen Angelegenheiten oblagen damit wieder jedem einzelnen Kanton. Dies war ein klarer Rückschritt vor allem auf wirtschaftlichem Gebiet, da die Schweiz nun kein einheitliches Währungs- und Wirtschaftsgebiet mehr bildete. Jeder Kanton besass eigene Truppen, die er nach eigenem Ermessen ausbilden und ausrüsten konnte, deren Zahl aber durch die Mediationsakte begrenzt war. Im Gegensatz zu vor 1798 waren aber alle Sonderbünde unter den Kantonen untersagt – so sollte ein Auseinanderdriften in die alten Parteiungen Stadt- versus Land-, reformierte versus katholische und neue versus alte Kantone verhindert werden.
Als Name für den neuen Staat wurde «Schweizerische Eidgenossenschaft» (lat. Confoederatio Helvetica) festgelegt. Diese Bezeichnung ist bis heute der offizielle Staatsname der Schweiz. Die Schweiz wurde durch die neue Verfassung vom Einheitsstaat zum Bundesstaat mit schwacher zentraler Gewalt. Einige zentrale Errungenschaften der helvetischen Revolution von 1798 blieben bestehen: die Abschaffung der Untertanenverhältnisse, die persönlichen Freiheitsrechte, das allgemeine schweizerische Bürgerrecht, die Rechtsgleichheit, die Niederlassungs-, Verkehrs-, Handels- sowie die Gewerbefreiheit.
Im Gegensatz zur Einführung der letzten Helvetischen Verfassung von 1802 wurde für die Einführung der Mediationsverfassung auf eine Volksabstimmung verzichtet. Da die Verfassung keinen Revisionsartikel enthielt und Napoleon Bonaparte sie persönlich garantierte, war die Existenz des neuen Staates stärker abgesichert als diejenige der Helvetischen Republik. Damit einher ging jedoch die fortdauernde Abhängigkeit der Schweiz von Frankreich. Eine eigenständige Aussenpolitik der Schweiz wurde durch die Defensivallianz und die Militärkapitulation von 1803 praktisch unmöglich.
Bei Frankreich verblieben die heutigen Kantone Genf (Département du Léman 1798–1814), Wallis (Département Simplon 1810–1814, ehemals Republik Wallis 1802–1810) und Jura (Département du Mont-Terrible 1793/97–1800, Département Haut-Rhin 1800–1813; ehemals Raurakische Republik 1792–1793). Ebenfalls nicht zur Schweiz gehörte damals der heutige Kanton Neuenburg.

## Militärwesen der Schweiz während der Mediationszeit

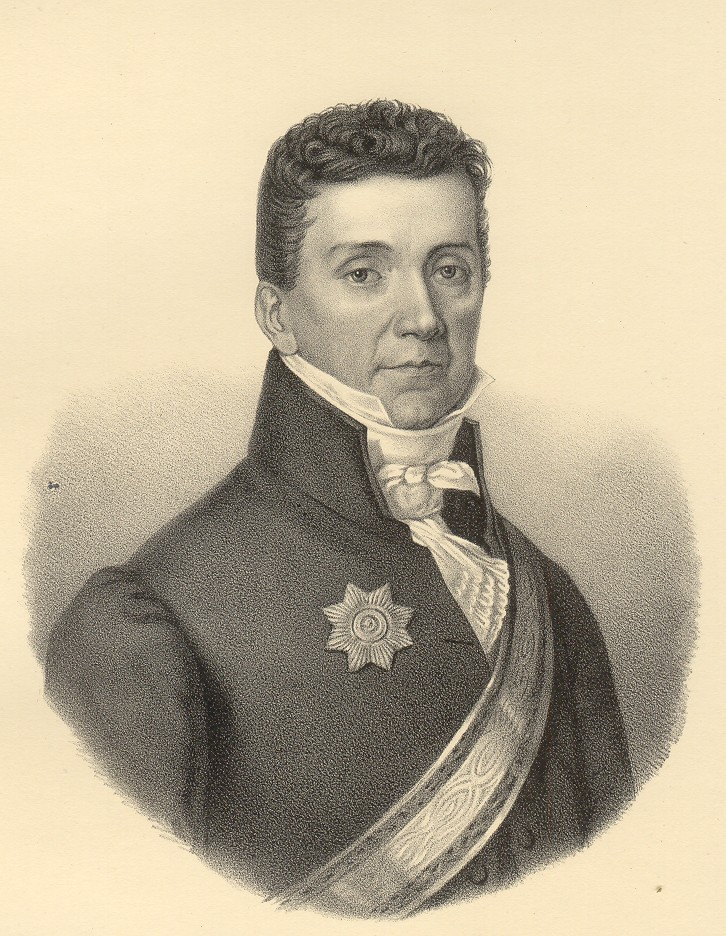
Niklaus Rudolf von Wattenwyl, Schultheiss von Bern, Landammann der Schweiz 1804 und 1810 sowie General der Tagsatzung 1805 und 1813

Das Heerwesen der Schweiz baute während der Mediation auf den kantonalen Kontingenten auf. Das Heer war auf 15'203 Mann beschränkt, die Ausgaben für das Wehrwesen sollten 490'507 Schweizer Franken nicht übersteigen. In der Bundesverfassung Art. 2 war genau geregelt, welcher Kanton wie viele Truppen zu stellen bzw. wie viel Geld in die Kriegskasse einzuzahlen hatte. Die grössten Kontingente und Geldmittel stammten aus Bern, Zürich, Waadt, St. Gallen, Aargau und Graubünden (über 1000 Mann).
Während der fast zehnjährigen Mediationszeit entstand zum ersten Mal eine eidgenössische militärische Elite, wenn auch der eidgenössische Generalstab erst nach 1815 definitiv eingerichtet wurde. Als Oberst Jakob Christoph Ziegler in seinem «Allgemeinen Militärreglement für den Eidgenössischen Bundesverein» 1804 die Schaffung einer zentralen Militärbehörde vorschlug, untersagte Napoleon diese Einrichtung, wohl um das schweizerische Militärwesen schwach zu halten. Das eidgenössische Heer wurde in der Mediationszeit dreimal unter General Niklaus Rudolf von Wattenwyl mobilisiert, 1805, 1809 und 1813 (→ Liste Schweizer Generäle). Während des Bockenkriegs kommandierte Oberst Jakob Christoph Ziegler die eidgenössischen und zürcherischen Truppen.
Im Unterschied zur Helvetik wurde die Schweiz während der Mediation von Kriegen verschont. Bei Ausbruch des Dritten Koalitionskrieges 1805 erklärte die Schweiz die bewaffnete Neutralität. Die Anerkennung der Neutralität durch Frankreich und Österreich konnte zwar nicht erreicht werden, die eidgenössischen Grenzen, die nur von einem schwachen Aufgebot besetzt waren, wurden aber nicht verletzt. Während des Österreichisch-Französischen Krieges von 1809 wurde die Grenze am 11. März bei Basel durch französische Truppen verletzt. Mitte April liess die Tagsatzung zur Absicherung der Ostgrenze 1500 Mann mobilisieren. Ein Treffen von Hans von Reinhard mit Napoleon am 25. April 1809 in Regensburg brachte immerhin die Zusicherung, dass dieser die Neutralität der Schweiz respektieren wolle. Napoleon erklärte aber gleichzeitig, dass für ihn die Neutralität ein Wort ohne Sinn sei; sie diene den Schweizern nur so lange, als er es wolle. Am 24. November verletzte wie zum Zeigen der Schwäche der Schweiz die Division Lagrange die Grenze bei Schaffhausen, Rheinfelden und Basel, obwohl der Krieg schon seit dem 14. Oktober zu Ende war.
Eine schwere Bedrückung für die Schweiz war die Besetzung des Tessins durch Truppen des Königreichs Italien am 31. Oktober 1810. Napoleon ordnete diesen Schritt an, um angeblich gegen Schmuggel und Schleichhandel vorzugehen. Das Tessin blieb trotz Protesten der Eidgenossenschaft mit der Ausnahme von Misox bis zum 7. November 1813 besetzt. Die wegen der Tessinfrage und der Kontinentalsperre belasteten Beziehungen zwischen der Schweiz und Frankreich liessen Napoleon wiederholt Annexionsdrohungen gegen die Schweiz aussprechen.
Das grösste Aufgebot der Eidgenossenschaft während der Mediationszeit wurde angesichts des Anmarsches der Alliierten angeordnet. Nach der Proklamation der bewaffneten Neutralität am 18. November 1813 wurden acht Tage später 15'000–20'000 Mann unter General Wattenwyl an die Grenze geschickt. Trotz mehrfachen Grenzverletzungen durch die alliierten Truppen kam es aber zu keinen Kampfhandlungen. Am 21. Dezember zogen rund 130'000 Mann alliierter Truppen bei Basel und Rheinfelden über den Rhein in Richtung Frankreich, ohne dass sich von Wattenwyl dem widersetzt hätte.
Das Söldnerwesen florierte auch während der Mediationszeit. Am 27. September 1803 schloss Napoleon Bonaparte als Konsul der Französischen Republik ein Militärbündnis mit der Schweiz für 25 Jahre ab. Dazu kam eine Defensivallianz für 50 Jahre. Das Militärbündnis ermächtigte Frankreich zur Anwerbung von 16'000 Mann in Friedenszeiten und 25'000 Mann in Kriegszeiten. Die Schweiz durfte weiter nur noch Militärkapitulationen mit Staaten aus dem französischen Bündnissystem abschliessen. Das Bündnis war in seinen Konditionen bedeutend schlechter als die Militärallianzen, die mit den französischen Königen abgeschlossen worden waren. Insbesondere durfte die Schweiz kein verbilligtes französisches Salz mehr importieren, sondern musste sogar 200'000 Zentner überteuertes Salz abnehmen.

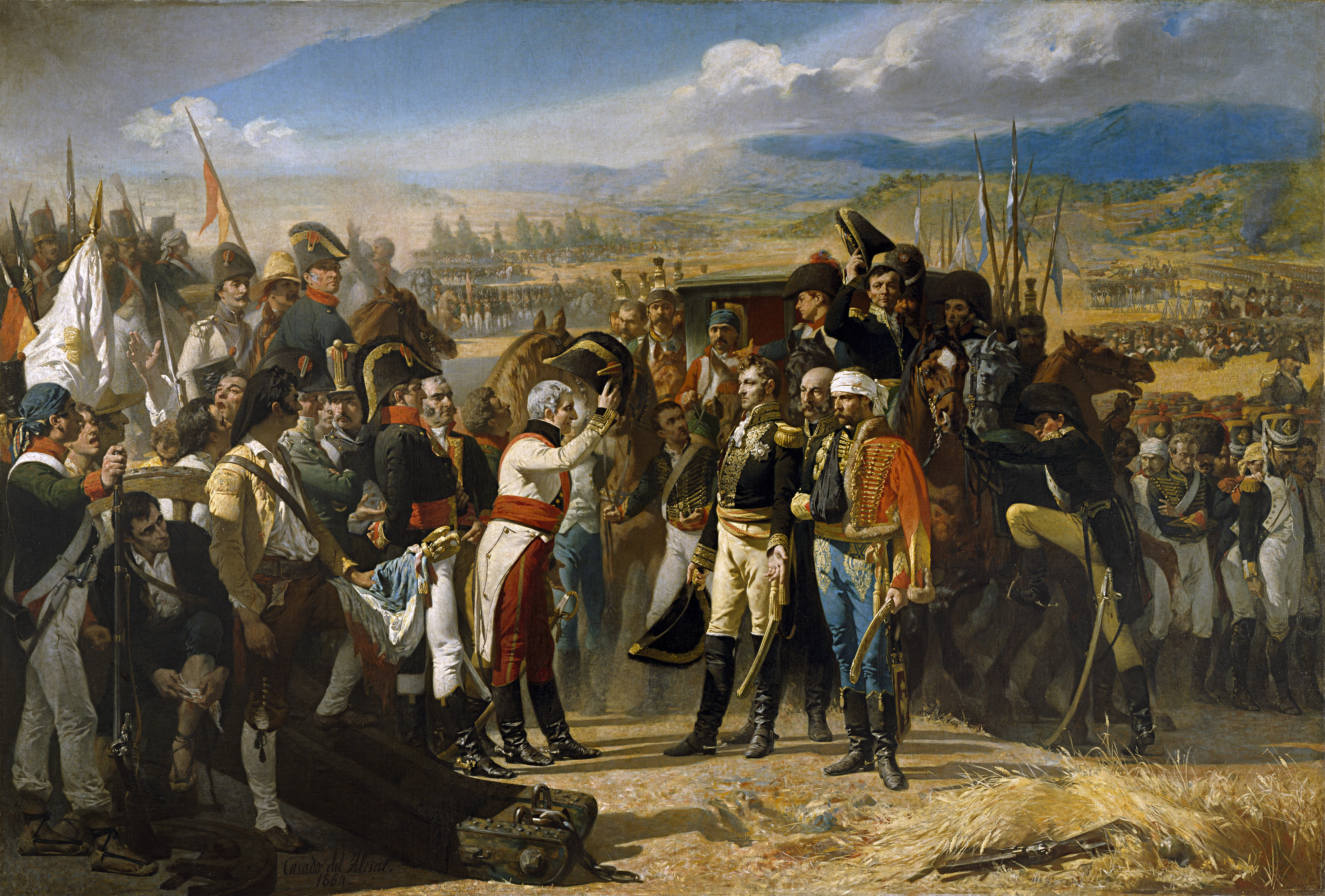
Kapitulation der Franzosen vor Theodor von Reding in Bailén

Napoleon aktivierte das Militärbündnis mehrmals. Im Sommer 1806 verlangte er erstmals die Stellung von vier Schweizerregimentern mit 16'000 Mann, um sie im Krieg gegen Preussen einzusetzen. Die Werbungen blieben jedoch weit hinter den Erwartungen zurück. Am 13. Januar stellte Napoleon deshalb der Schweiz ein Ultimatum zur Stellung von 16'000 Söldnern mit einer Frist bis zum 1. Mai, um die Truppen im Vierten Koalitionskrieg einsetzen zu können. Trotz grossen Anstrengungen der Kantone kamen jedoch nur 12'000 Mann zusammen. Die Schweizer Kontingente wurden dann vor allem im Krieg gegen Portugal auf der Pyrenäenhalbinsel eingesetzt. Bei Beginn des Spanischen Unabhängigkeitskrieges fanden sich die Schweizer Söldner in spanischen Diensten plötzlich im Krieg mit Frankreich. Spanien hatte am 2. August 1804 ebenfalls eine Militärkapitulation mit der Schweiz abgeschlossen. Die Schweizerregimenter in spanischen Diensten entschieden sich nach dem Ausbruch des Volksaufstandes für den legitimen König Ferdinand VII. Grosses Aufsehen erregte im Zusammenhang mit dem Spanischen Unabhängigkeitskrieg der Sieg des Schweizer Generals Theodor von Reding in der Schlacht bei Bailén über die Franzosen.
Die unbefriedigende Werbung belastete ständig das Verhältnis zwischen Napoleon und der Schweiz. Ab Dezember 1811 kam es zu Neuverhandlungen der Militärallianz, die in die Unterzeichnung einer neuen Vereinbarung am 28. März 1812 mündeten, gemäss der die Schweiz nur noch 12'000 Mann stellen musste. Etwa 9000 Schweizer kämpften schliesslich in der Grande Armée, die am 24. Juni in Russland eindrang. In der Schlacht an der Beresina verloren die Schweizerregimenter 80 % ihres Bestandes. Nur 700 Schweizer kehrten aus Russland zurück, die meisten arbeitsunfähig und schwer behindert. Trotz dem sich abzeichnenden Niedergang Napoleons blieben die Schweizerregimenter bis zuletzt in seinen Diensten. (Siehe hierzu Kampftruppen für Kaiser Napoleon I. zur Eroberung Europas in der Mediationszeit 1803–1813)

## Wirtschaftsgeschichte der Schweiz während der Mediationszeit
Während der Mediationszeit war die Schweiz stark von der französischen Wirtschaftspolitik abhängig. Zum einen bewirkten protektionistische Massnahmen Napoleons, dass der Export schweizerischer Textilien auf den französischen Markt stark erschwert wurde. Zum anderen hatte die Kontinentalsperre gegen Grossbritannien eine stimulierende Wirkung. Der Import von britischen Roh- und Kolonialwaren wurde zwar stark erschwert, die Ausschaltung der billigen britischen Konkurrenz ermöglichte jedoch erst die Entwicklung der schweizerischen Textil- und Maschinenindustrie in einem geschützten Umfeld. Starker Konkurrenzkampf und Druck zur Effizienzsteigerung führten zu einem Konzentrationsprozess und zur Einrichtung erster grösserer Fabriken. Die Einführung der Spinnmaschine bereitete das Ende des traditionellen Verlagssystems in der ersten Hälfte des 19. Jahrhunderts vor. Als Folge der Restrukturierung stieg die Arbeitslosigkeit in bestimmten Regionen stark. In die Mediationszeit fällt also der Beginn der schweizerischen Industrialisierung.
Die wirtschaftspolitischen Auseinandersetzungen zwischen der Schweiz und Frankreich während der Mediationszeit betrafen stets die gleichen Themen: Zollpolitik, Schmuggel und Einhaltung der Kontinentalsperre (→ Neuenburger Affäre). Die Schweiz stand ständig unter französischem Druck, gegen den lukrativen Schmuggel britischer Handelsgüter vorzugehen. 1810 musste die Tagsatzung auf Befehl Frankreichs sämtliche britischen Waren konfiszieren und alle Kolonialwaren mit einem hohen Zoll belegen.

## Liste der Landammänner der Schweiz
- Louis d’Affry (Freiburg), 10. März – 31. Dezember 1803 und 1809
- Niklaus Rudolf von Wattenwyl (Bern), 1804 und 1810
- Peter Joseph Glutz-Rüchti (Solothurn), 1805
- Andreas Merian (Basel), 1806
- Hans von Reinhard (Zürich), 1807 und 1813
- Vinzenz Rüttimann (Luzern), 1808
- Heinrich Daniel Balthasar Grimm von Wartenfels (Solothurn), 1811
- Peter Burckhardt (Basel), 1812